# 列昂尼德·波波夫
列昂尼德·伊万诺维奇·波波夫（俄语：Леонид Иванович Попов，1945年8月31日—），苏联宇航员，曾三次执行太空任务，两次获得苏联英雄荣誉称号。

## 生平
1945年8月31日生于苏联乌克兰苏维埃社会主义共和国基洛夫格勒州亚历山德里亚。1962年至1964年，在亚历山德里亚机电厂工作。1968年毕业于切尔尼戈夫高等军事飞行员学校，在空军巴库防空区服役。1970年入选宇航员队伍。1971年加入苏联共产党。
1980年4月9日，他作为联盟35号飞船的指令长，与留明执行礼炮6号空间站第4次远征任务。两人在太空停留了近185天，打破了新的太空记录。在这185天里，还有4组宇航员到访了空间站，其中包括匈牙利人法尔卡什·拜尔陶隆、越南人范遵和古巴人阿纳尔多·塔马约·门德斯。10月11日乘坐联盟37号成功返回地球。
1981年5月14日，他作为联盟40号飞船的指令长，和国际宇航员计划的第一位罗马尼亚宇航员杜米特鲁·普鲁纳留到访礼炮6号空间站。5月22日乘坐联盟40号成功返回地球。
1982年8月19日，他作为联盟T-7的指令长，与飞行工程师谢列布罗夫和研究工程师萨维茨卡娅升空。飞船与礼炮7号空间站进行了对接。8月27日乘坐联盟T-5成功返回地球。
1987年，被苏联武装力量总参谋部军事学院录取，离开现役宇航员队伍。1989年6月，任苏联空军第四局（装备管理局）局长。1990年10月17日获授空军少将军衔。1993年7月，任俄罗斯空军第三局（空军装备采购和供应局）局长。1995年11月从军队退役。

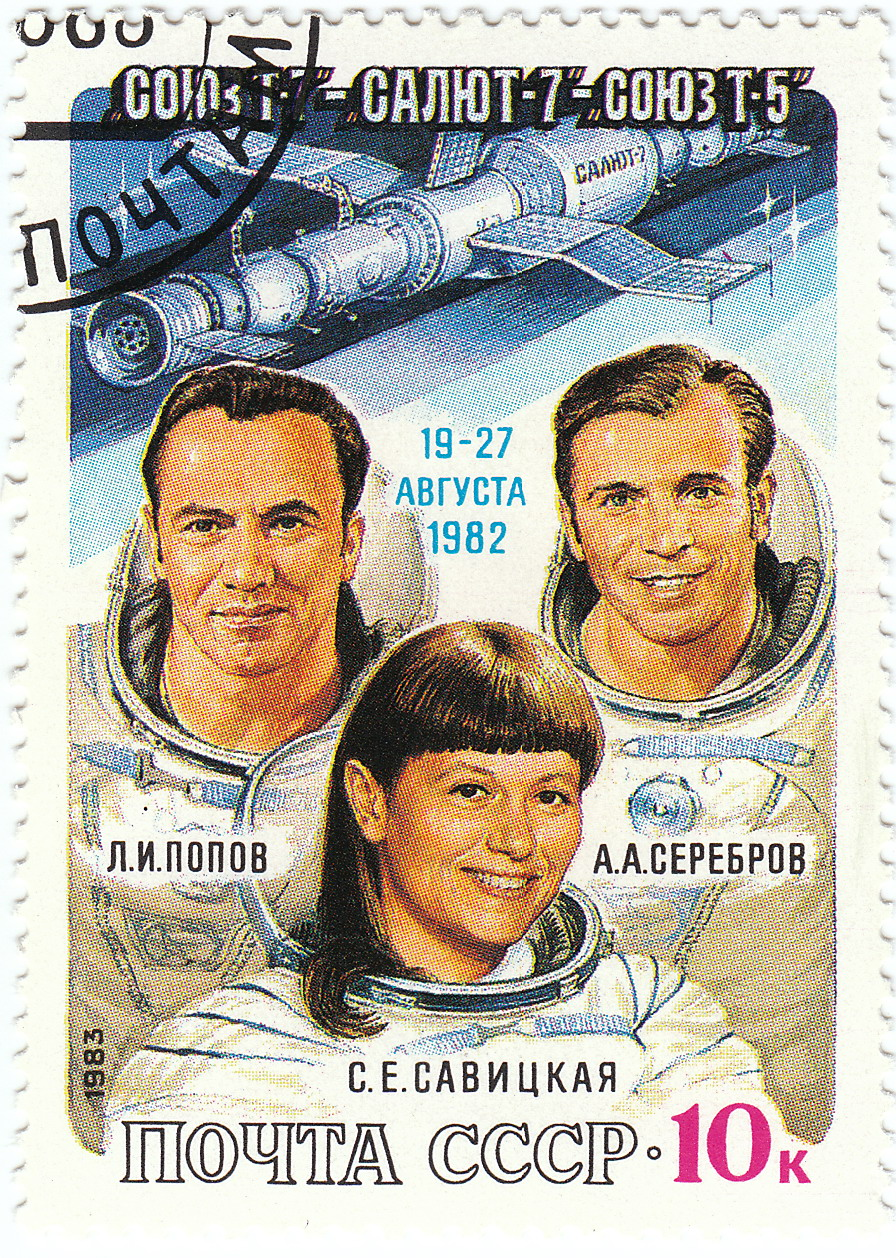
1983年苏联邮票：波波夫（左）、谢列布罗夫（右）和萨维茨卡娅（中）

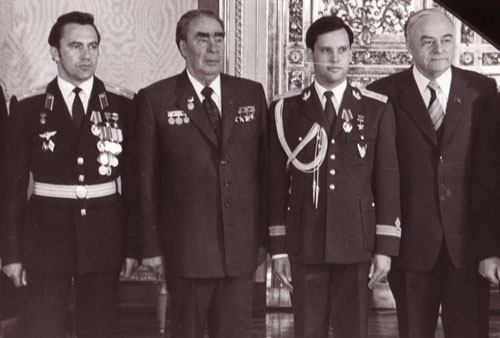
波波夫和勃列日涅夫（1981年）

## 统计
| # | 发射载具 | 发射时间（UTC） | 对接空间站    | 着陆载具 | 着陆时间（UTC） | 时长总计            | 舱外活动次数 | 舱外活动时长 |
| - | -------- | --------------- | ------------- | -------- | --------------- | ------------------- | ------------ | ------------ |
| 1 | 联盟35号 | 1980年4月9日    | 礼炮6号空间站 | 联盟37号 | 1980年10月11日  | 184天20小时11分钟   | 0            | 0            |
| 2 | 联盟40号 | 1981年5月14日   | 礼炮6号空间站 | 联盟40号 | 1981年5月22日   | 7天20小时41分钟52秒 | 0            | 0            |
| 3 | 联盟T-7  | 1982年8月19日   | 礼炮7号空间站 | 联盟T-5  | 1982年8月27日   | 7天21小时52分钟     | 0            | 0            |
|   |          |                 |               |          |                 | 200天14小时45分钟   | 0            | 0            |

## 社会职务
- 第十一届苏联最高苏维埃联盟院代表（1984年－1989年）

## 荣誉
- 苏联英雄（1980年10月11日、1981年5月22日）
- 列宁勋章（1980年10月11日、1981年5月22日）
- 太空探索優異獎章（2011年4月12日）[5]
- 罗马尼亚社会主义共和国英雄（1981年）
- 匈牙利人民共和国英雄（1980年）
- 古巴共和国英雄（1980年）
- 胡志明勳章（1980年）
- 拜科努尔荣誉市民（1980年）[6]